# Aleksandrs Ābrams
Aleksandrs Ābrams (30 gennaio 1904 – 3 febbraio 1958) è stato un calciatore lettone, di ruolo attaccante.

## Carriera

### Club
Nel periodo in cui ha giocato in nazionale militava nel RFK.

### Nazionale
Ha esordito in nazionale il 22 giugno 1924 nell'amichevole contro la Turchia. Due mesi più tardi ha messo a segno il suo primo gol in nazionale, sempre in amichevole, stavolta contro la Lituania. Ha totalizzato in tutto 8 presenze (tutte in gare amichevoli), con 2 reti all'attivo.

## Statistiche

### Cronologia presenze e reti in nazionale
| Cronologia completa delle presenze e delle reti in nazionale ― Lettonia | Cronologia completa delle presenze e delle reti in nazionale ― Lettonia | Cronologia completa delle presenze e delle reti in nazionale ― Lettonia | Cronologia completa delle presenze e delle reti in nazionale ― Lettonia | Cronologia completa delle presenze e delle reti in nazionale ― Lettonia | Cronologia completa delle presenze e delle reti in nazionale ― Lettonia | Cronologia completa delle presenze e delle reti in nazionale ― Lettonia | Cronologia completa delle presenze e delle reti in nazionale ― Lettonia |
| Data                                                                    | Città                                                                   | In casa                                                                 | Risultato                                                               | Ospiti                                                                  | Competizione                                                            | Reti                                                                    | Note                                                                    |
| ----------------------------------------------------------------------- | ----------------------------------------------------------------------- | ----------------------------------------------------------------------- | ----------------------------------------------------------------------- | ----------------------------------------------------------------------- | ----------------------------------------------------------------------- | ----------------------------------------------------------------------- | ----------------------------------------------------------------------- |
| 22-6-1924                                                               | Riga                                                                    | Lettonia                                                                | 1 – 3                                                                   | Turchia                                                                 | Amichevole                                                              | -                                                                       |                                                                         |
| 14-8-1924                                                               | Riga                                                                    | Lettonia                                                                | 0 – 2                                                                   | Finlandia                                                               | Amichevole                                                              | -                                                                       |                                                                         |
| 16-8-1924                                                               | Kaunas                                                                  | Lituania                                                                | 2 – 4                                                                   | Lettonia                                                                | Amichevole                                                              | 1                                                                       |                                                                         |
| 18-10-1924                                                              | Riga                                                                    | Lettonia                                                                | 2 – 0                                                                   | Estonia                                                                 | Amichevole                                                              | 1                                                                       |                                                                         |
| 9-8-1925                                                                | Helsinki                                                                | Finlandia                                                               | 3 – 1                                                                   | Lettonia                                                                | Amichevole                                                              | -                                                                       |                                                                         |
| 26-8-1925                                                               | Tallinn                                                                 | Estonia                                                                 | 2 – 2                                                                   | Lettonia                                                                | Amichevole                                                              | -                                                                       |                                                                         |
| 20-9-1925                                                               | Riga                                                                    | Lettonia                                                                | 2 – 2                                                                   | Lituania                                                                | Amichevole                                                              | -                                                                       |                                                                         |
| 29-5-1927                                                               | Stoccolma                                                               | Svezia                                                                  | 12 – 0                                                                  | Lettonia                                                                | Amichevole                                                              | -                                                                       |                                                                         |
| Totale                                                                  |                                                                         | Presenze                                                                | 8                                                                       |                                                                         | Reti                                                                    | 2                                                                       |                                                                         |

## Palmarès

### Club

#### Competizioni nazionali
- Campionato di calcio lettone: 3

RFK: 1924, 1925, 1926